# Jean Pinard (architecte)
Pour l’article homonyme, voir Jean Pinard.
Jean Pinard est un architecte français, né à Paris en 1704, et mort à Paris en 1761.

## Biographie
Jean Pinard est le fils de Germain Pinard, entrepreneur de maçonnerie et architecte, et le petit-fils de Jean Pinard, maître maçon. Ce dernier est cité le 5 novembre 1706 quand, au cours d'une réunion des maîtres maçons, il proteste parce que sa candidature n'a pas été proposée pour le poste de syndic de la communauté des maîtres maçons. Il a 12 ans quand son père, Germain Pinard, meurt. L'inventaire après décès de Germain Pinard est fait le 3 août 1716 à la demande de sa veuve, Barbe Retoré (le contrat de mariage est daté du 22 juillet 1703). Germain Pinard, Nicolas Guerrier s'étaient associés avec l'architecte Philippe Guillain pour construire l'église des Théatins en mars 1714. Le 19 août 1717 est dressé l'inventaire après décès de Barbe Retoré. Georges Retoré, bourgeois de Paris, est le tuteur des 5 enfants vivants du couple. Jean Pinard, et son fils, Germain Pinard, ont été des maîtres maçons très actifs à Paris,.
Jean Pinard suit les cours d'Antoine Desgodets à l'Académie royale d'architecture. Il est autorisé à se présenter au concours de l'Académie en 1722. Il reçoit un prix d'encouragement en 1722 et le premier grand prix de l'Académie en 1723. Contrairement au règlement du concours, les premiers prix ne vont plus à Rome. En 1724 il est cité comme architecte dans un bail signé avec ses frères.
Il est architecte juré expert des bâtiments du roi en 1730.
Il a été "maître général des bâtiments, ponts et chaussées de France" d'après Michel Gallet. Cette fonction était l'héritière de celle de "maître maçon du roi".
Il a recueilli le cours d'Antoine Desgodets à l'Académie royale d'architecture. Après la mort de son maître, il s'est chargé de le mettre en forme et d'achever la rédaction du manuscrit. Une partie a été imprimée en 1748 sous le titre de « Les lois des bâtiments suivant la coutume de Paris (lire en ligne) ».